# Калијум хипоманганат
Калијум хипоманганат, K3MnO4, такође познат као калијум манганат(V), светлоплава је со и редак пример једињења мангана(V).